# Pheidole oculata
Pheidole oculata là một loài côn trùng thuộc họ Formicidae. Đây là loài đặc hữu của Madagascar.